# Woelkelder
Een woelkelder (ook wel woelbak, woelkom) is een betonnen kelder met schotten, in het bovenhoofd van een schutsluis die voorkomt dat het water dat tijdens het schutten aan de hoge zijde wordt ingelaten met grote kracht naar binnen stroomt, waardoor de schepen in de kolk in de richting van de lage zijde van de schutsluis worden geduwd. De bedoeling is dat het water in de woelkelder zijn snelheid verliest, om gelijkmatig in de sluis te stromen.